# Ogmoderes angusticollis
Ogmoderes angusticollis is een keversoort uit de familie knotshoutkevers (Bothrideridae). De wetenschappelijke naam van de soort werd in 1861 gepubliceerd door Brisout de Barneville.